# Etničke grupe Nove Kaledonije
Etničke grupe Nove Kaledonije: 245,000 (UN Country Population: 2008). Preko 40 naroda.
- Aeke	200
- Ajie, Wai	8,500
- Ara	40
- Aragure, Haragure	700
- Aro	80
- Aveke	500
- Britanci 50
- Bwatoo, Voh-Kone
- Caac, Moenebeng	1,100
- Camuhi, Camuki	2,500
- Dubea, Drubea	1,200
- Euronezijci 24,000
- Fwai	1,400
- Hameha	500
- Iaian	1,900
- Istočni Futunci	4,600
- Kwenyi, Kapone	2,200
- Lifuan, Dehu	22,000
- Mandarinski Kinezi 200
- Moaeke, Hmwaeke	200
- Moaveke	500
- Neku	300
- Nemi	400
- Nenema	1,200
- Nengonese, Mare	10,000
- Novokaledonski Francuzi	61,000
- Novokaledonski Javanci 10,000
- Nyua-Bonde, Thuanga	2,500
- Njawe, Ubach	900
- Orowe, Boewe	700
- Pati, Ponerihouen	9,300
- Pinje	200
- Poamei	300
- Poapoa	20
- Portugalci 700
- Španjolci 2,500
- Tahičani 6,400
- Talijani	7,400
- Tayo, Kaldosh Euronesian
- Tiri, Ciri	300
- Vanuatski Melanežani	2,000
- Vijetnamci 3,600
- Walisiani, 22,000
- Xaracuu, Canala	4,700
- Yalayu	1,900
- Zapadni Uveanci 1,400

## Vanjske poveznice
- New Caledonia